# Oud Avereest
Oud Avereest is een klein dorp in de gemeente Hardenberg, gelegen in het noorden van de Nederlandse provincie Overijssel. Het dorp behoorde vroeger tot de gemeente Avereest maar is na de gemeentelijke herindeling van 2000 opgegaan in de gemeente Hardenberg. De naam is afgeleid van de beek de Reest, dat ten oosten van het dorpje stroomt.

## Ligging
Oud Avereest ligt aan de zuidzijde van de Reest enkele kilometers ten noordwesten van Balkbrug. De Reest vormt hier de grens tussen de provincies Overijssel en Drenthe. Door het dorp loopt de weg van Balkbrug naar Meppel.
Oud Avereest ligt in een landelijke omgeving. In het gebied zijn veel mogelijkheden om een wandeling te maken, onder meer het pad Zuidwolde - Balkbrug doorkruist het landelijke gedeelte. Ten westen van het dorp, over de grens met Drenthe, ligt in een dicht bos een meertje dat gebruikt wordt als visvijver.
Een deel van Oud Avereest is samen met Den Huizen aangewezen als beschermd dorpsgezicht Oud Avereest-Den Huizen.

## Kerkje Oud Avereest

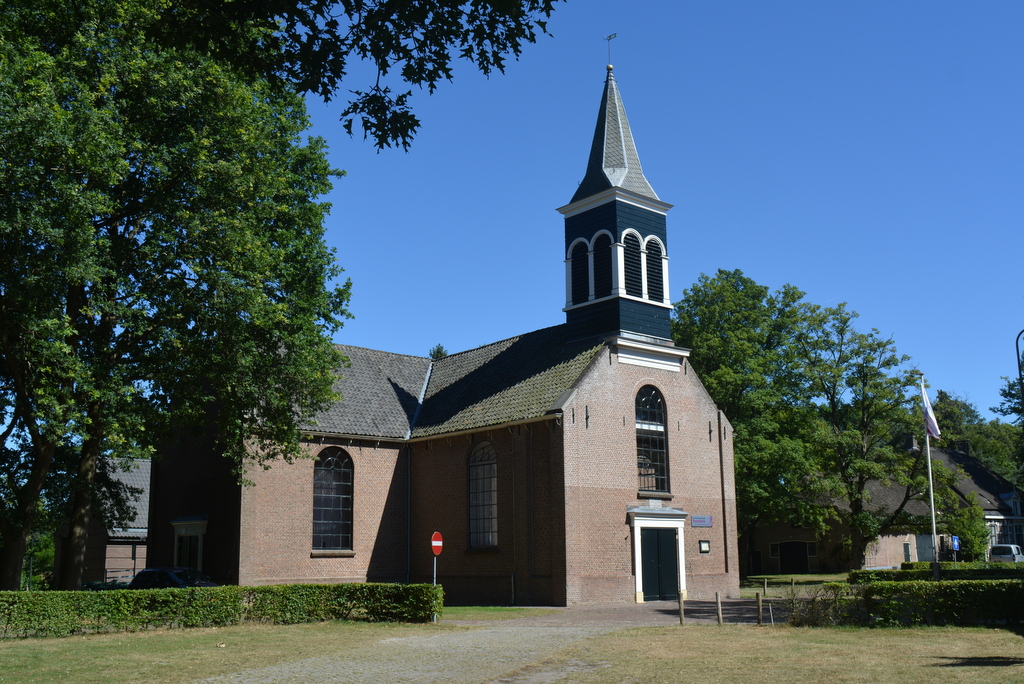
Het kerkje in Oud Avereest

In Oud Avereest staat een hervormd kerkje, gebouwd in 1852. Hier stond eerder een kerkje uit de 13e eeuw. De bisschop had in 1236 toestemming gegeven om in Avereest het kerkje te bouwen. Dit was waarschijnlijk een eenvoudig gebouw zonder toren. Het huidige kerkje heeft een dakruiter. Het vormt de kern van het plaatsje en er worden regelmatig koffieconcerten verzorgd door Stichting Kamermuziek Oud Avereest. Het kerkorgel is in 1867 gebouwd door Jan van Loo.
In de Wheem, de voormalige pastorie tegenover het kerkje, is een klein streekmuseum van Landschap Overijssel. Er worden onder meer excursies aangeboden door het Reestdal.